# Näversäcktjärnet
Näversäcktjärnet är en sjö i Eda kommun i Värmland och ingår i Göta älvs huvudavrinningsområde. Sjöns area är 0,016 kvadratkilometer och den befinner sig 222 meter över havet.